# Computerstøttet fremstilling
 For alternative betydninger, se Cam.
Computerstøttet fremstilling (forkortet CAM fra engelsk  Computer Aided Manufacturing) er traditionelt betegnelsen for den software, der anvendes til programmering af NC-maskiner, også kaldet CNC-maskiner. 
CAM systemet anvender CAD systemets geometridata til at generere NC-kode med, ofte er det nødvendigt med en del teknologisk viden om den programmerede maskine for at kunne udnytte systemet optimalt. 
Systemet er ofte dedikeret til en bestemt type maskine. 
CAM systemet anvender en post-processor for at tilpasse sig den enkelte maskines CNC styring.
Maskiner kan f.eks. være drejebænk, fræser, laser-skærer, gnist-maskine og rapid-prototype-maskiner.
Et af de få danske produkter, der har haft kommerciel betydning indenfor CAM, er Toolchips, som sammen med Roland var førende med 3D fræsning på PC baseret hardware. 